# Аревшат (Араратская область)
Аревшат (арм. Արևշատ) — село в области Арарат в Армении.
Главой сельской общины является Степан Николян.

## География
Село Аревшат находится в юго-западной части Республики Армения и входит в состав Араратского марза. Находится на высоте 910—950 метров над уровнем моря. Протяжённостью в 1000 метров с запада на восток и 1700 метров с севера на юг занимает территорию 130 гектаров.
Из поселка выходят пять дорог: в Дитак; в село Абовян; в Ланджазат; в Каначут; в Ншаван.

## История
Прежнее название села — Агбаш Нижний.
Позднее стало называться Агбаш Неркин. 20 августа 1945 года село Агбаш Неркин Арташатского района Армянской ССР было переименовано в Аревшат.

## Население
Иван Шопен отмечал, что согласно сведениям из "Камерального описания", составленного в 1829-1831 годах, в селе Аг-баш Гарнибасарского магала Эриванской провинции проживало 247 человек, из которых 155 - армяне, переселившиеся из Персии после заключения Туркманчайского договора (1828) сторонами Русско-персидской войны (1826—1828), и 92 - армяне, проживавшие в селе до 1828 года (в источнике называются "коренными армянами").
По данным «Сборника сведений о Кавказе» за 1880 год в селе Агбаш Нижний Эриванского уезда было 88 дворов и проживало 426 жителей армянской национальности ("народности") и григорианского вероисповедания, среди которых 236 мужского пола и 190 женского. Также в селе была расположена церковь.

По данным Кавказского календаря на 1912 год, в селе Агбаш Нижний Эриванского уезда проживало 1290 человек, в основном армян.
| Год  | Численность | Численность |
| ---- | ----------- | ----------- |
| 1831 | 217         | [ 8 ]       |
| 1873 | 426         | [ 8 ]       |
| 1897 | 626         | [ 9 ]       |
| 1926 | 831         | [ 9 ]       |
| 1959 | 1915        | [ 8 ]       |
| 1970 | 1770        | [ 8 ]       |
| 1979 | 1909        | [ 8 ]       |
| 2001 | 2225        | [ 8 ]       |
| 2011 | 2444        | [ 10 ]      |